# Mistrovství světa v judu 1961
Mistrovství světa v judu 1961 se konalo  2. prosince 1961 v Paříži.

## Medaile
| Kategorie         | Zlato         | Stříbro    | Bronz       | Bronz     |
| ----------------- | ------------- | ---------- | ----------- | --------- |
| Všechny kategorie | Anton Geesink | Kodži Sone | Hitoši Koga | Kim Ui-te |